# Scottish Division One 1966-1967
La Scottish Division One 1966-1967  è stata la 70ª edizione della massima serie del campionato scozzese di calcio, disputato tra il 10 settembre 1966 e il 15 maggio 1967 e concluso con la vittoria del Celtic, al suo ventiduesimo titolo, il secondo consecutivo.
Capocannoniere del torneo è stato Steve Chalmers (Celtic) con 21 reti.

## Classifica finale
Fonte:
|       | Pos. | Squadra         | Pt | G  | V  | N  | P  | GF  | GS | QR    |
| ----- | ---- | --------------- | -- | -- | -- | -- | -- | --- | -- | ----- |
|       | 1.   | Celtic          | 58 | 34 | 26 | 6  | 2  | 111 | 33 | 3,364 |
|       | 2.   | Rangers         | 55 | 34 | 24 | 7  | 3  | 92  | 31 | 2,968 |
|       | 3.   | Clyde           | 46 | 34 | 20 | 6  | 8  | 64  | 48 | 1,333 |
| [ 3 ] | 4.   | Aberdeen        | 42 | 34 | 17 | 8  | 9  | 72  | 38 | 1,895 |
|       | 5.   | Hibernian       | 42 | 34 | 19 | 4  | 11 | 72  | 49 | 1,469 |
|       | 6.   | Dundee          | 41 | 34 | 16 | 9  | 9  | 74  | 51 | 1,451 |
|       | 7.   | Kilmarnock      | 40 | 34 | 16 | 8  | 10 | 59  | 46 | 1,283 |
|       | 8.   | Dunfermline     | 38 | 34 | 14 | 10 | 10 | 72  | 52 | 1,385 |
|       | 9.   | Dundee Utd      | 37 | 34 | 14 | 9  | 11 | 68  | 62 | 1,097 |
|       | 10.  | Motherwell      | 31 | 34 | 10 | 11 | 13 | 59  | 60 | 0,983 |
|       | 11.  | Hearts          | 30 | 34 | 11 | 8  | 15 | 39  | 48 | 0,813 |
|       | 12.  | Partick Thistle | 30 | 34 | 9  | 12 | 13 | 49  | 68 | 0,721 |
|       | 13.  | Airdrieonians   | 28 | 34 | 11 | 6  | 17 | 41  | 53 | 0,774 |
|       | 14.  | Falkirk         | 26 | 34 | 11 | 4  | 19 | 33  | 70 | 0,471 |
|       | 15.  | St. Johnstone   | 25 | 34 | 10 | 5  | 19 | 53  | 73 | 0,726 |
|       | 16.  | Stirling Albion | 19 | 34 | 5  | 9  | 20 | 31  | 85 | 0,365 |
|       | 17.  | St. Mirren      | 15 | 34 | 4  | 7  | 23 | 25  | 81 | 0,309 |
|       | 18.  | Ayr Utd         | 9  | 34 | 1  | 7  | 26 | 20  | 86 | 0,233 |

Legenda:
      Campione di Scozia e qualificata in Coppa dei Campioni 1967-1968.
      Qualificata in Coppa delle Coppe 1967-1968.
      Invitata alla Coppa delle Fiere 1967-1968.
      Retrocesso in Scottish Division Two 1967-1968.
Regolamento:
Due punti a vittoria, uno a pareggio, zero a sconfitta.
A parità di punti, le posizioni in classifica venivano determinate sulla base del quoziente reti.

### Squadra campione
| Formazione tipo | Giocatori (presenze) |
| --- | -------------------- |
| Simpson McNeill Clark Gemmell Craig Johnstone Auld Murdoch Wallace Chalmers Lennox                                                                                 | Ronnie Simpson (33)  |
| Simpson McNeill Clark Gemmell Craig Johnstone Auld Murdoch Wallace Chalmers Lennox                                                                                 | Jim Craig (17)       |
| Simpson McNeill Clark Gemmell Craig Johnstone Auld Murdoch Wallace Chalmers Lennox                                                                                 | Tommy Gemmell (34)   |
| Simpson McNeill Clark Gemmell Craig Johnstone Auld Murdoch Wallace Chalmers Lennox                                                                                 | Bobby Murdoch (31)   |
| Simpson McNeill Clark Gemmell Craig Johnstone Auld Murdoch Wallace Chalmers Lennox                                                                                 | Billy McNeill (33)   |
| Simpson McNeill Clark Gemmell Craig Johnstone Auld Murdoch Wallace Chalmers Lennox                                                                                 | John Clark (34)      |
| Simpson McNeill Clark Gemmell Craig Johnstone Auld Murdoch Wallace Chalmers Lennox                                                                                 | Jimmy Johnstone (25) |
| Simpson McNeill Clark Gemmell Craig Johnstone Auld Murdoch Wallace Chalmers Lennox                                                                                 | Willie Wallace (21)  |
| Simpson McNeill Clark Gemmell Craig Johnstone Auld Murdoch Wallace Chalmers Lennox                                                                                 | Stevie Chalmers (29) |
| Simpson McNeill Clark Gemmell Craig Johnstone Auld Murdoch Wallace Chalmers Lennox                                                                                 | Bertie Auld (27)     |
| Simpson McNeill Clark Gemmell Craig Johnstone Auld Murdoch Wallace Chalmers Lennox                                                                                 | Bobby Lennox (27)    |
| Altri giocatori: John Hughes (19), Joe McBride (14), Willie O'Neill (18), Charlie Gallagher (11), Jim Brogan (1), John Cushley (1), John Fallon (1), Ian Young (1) |                      |